# Joseph Areruya
Joseph Areruya (1 de janeiro de 1996) é um ciclista profissional ruandês que compete para a equipa Benediction Ignite.

## Palmarés
- 2015
  - 2.º no Campeonato da Ruanda em Estrada 
  - 3.º no Campeonato da Ruanda em Contrarrelógio

- 2016
  - Critérium Internacional de Constantino
  - 1 etapa do Tour de Ruanda

- 2017
  - 1 etapa do Girobio
  - Tour de Ruanda, mais 2 etapas

- 2018
  - Tropicale Amissa Bongo, mais 1 etapa
  - Tour de l'Espoir
  - 3.º no Campeonato Africano Contrarrelógio 
  - Campeonato de Ruanda Contrarrelógio  
  - UCI Africa Tour

- 2019
  - Campeonato da Ruanda Contrarrelógio